# 丸山俊明
丸山 俊明（まるやま としあき、1960年 - ）は、建築・歴史学者、住環境文化研究所主宰、元びわこ学院大学短期大学部ライフデザイン学科（キャリアデザイン）教授、元京都美術工芸大学教授（伝統建築）

## 人物・来歴
京都市左京区生まれ。京都府立鴨沂高等学校卒業。1983年琉球大学法文学部史学科日本史専攻卒業。1989年大阪工業技術専門学校2部建築学科卒業。2001年京都工芸繊維大学大学院博士課程修了、「山城国農村部の建築規制に関する研究」で学術博士。熊谷建築設計事務所所員、京都環境計画研究所所員、丸山建築設計事務所・住環境文化研究所主宰をへて、2012年京都美術工芸大学工芸学部建築コース（伝統建築）教授、2016年3月退職。4月住環境文化研究所再開。2017年4月びわこ学院大学短期大学部ライフデザイン学科（キャリアデザインコース）教授。2018年学科長。2024年3月退職。4月住環境文化研究所再開。2025年7月YouTubeに住環境文化研究所として京とりびあチャンネル開設。一級建築士。専門は日本史・建築史・都市史。古代の都城の変遷や四神相応の解釈、平安京から京都への移行過程、中近世都市（主に京都）の建築（建築規制・許可申請・町並み・町家）と消防（火消）および治安（木戸門）を複合的に検討する研究に特徴がある。日本建築学会正会員。南丹市景観審議会委員会副委員長。近江八幡市伝統的建造物群保存地区保存審議委員会副委員長・同景観修景保存技術アドヴァイザー。東近江市景観審議委員会委員長。京都建築専門学校伝統建築研究科講師。滋賀県立大学非常勤講師（地域文化財論A）

## 著書
- 『京都の町家と町なみ 何方を見申様に作る事、堅仕間敷事』昭和堂、2007年
- 『京都の町家と火消衆 その働き、鬼神のごとし』昭和堂、2011年
- 『京都の町家と聚楽第 太閤様、御成の筋につき』昭和堂、2014年
- 『京（みやこ）のまちなみ史　平安京への道・京都のあゆみ』昭和堂、2018年
- 『京（みやこ）は大火！大地震‼そのとき京人は、どうふるまったのか』びわこ学院大学出版専門委員会、2019年
- 『京都のまちなみは、こうして生まれた　都城 町家 木戸門 火消衆』びわこ学院大学出版専門委員会、2020年
- 『滋賀県の町なみ　地域の歴史と生活の器を知る』びわこ学院大学出版専門委員会、2021年
- 『京都の木戸門と番人　京（みやこ）の夜を守ったものたち』大龍堂書店、2022年
- 『京都の歴史と消防　千年都の都市防火性能』大龍堂書店、2022年
- 『図説　京の町家史』住環境文化研究所、2023年
- 『日本の家と町並み詳説絵巻』共同監修、建築知識2022年8月号、（株）エクスナレッジ
- 『日本の家と町並み詳説絵巻』共同執筆（町家の原型、中世の京都、江戸時代の京都、京都の町家担当）、（株）エクスナレッジ、2025年

## 論文
- Cinii

## 注
1. ↑  『京都の町家と聚楽第』著者紹介